# امانتی
امانتی (به فرانسوی: Amanty) یک کمون در فرانسه است که در canton of Gondrecourt-le-Château واقع شده‌است. امانتی ۱۱٫۱۷ کیلومتر مربع مساحت دارد ۳۵۰ متر بالاتر از سطح دریا واقع شده‌است.